# Общество Интернета
Общество Интернета (англ. Internet Society, ISOC) — международная профессиональная организация, занимающаяся развитием и обеспечением доступности сети Интернет. Организация насчитывает более 20 тысяч индивидуальных членов и более 100 организаций-членов в 180 странах мира. Общество Интернета предоставляет организационную основу для множества других консультативных и исследовательских групп, занимающихся развитием Интернета, включая IETF и IAB.

## Задачи организации
Общество Интернета ставит своей задачей способствовать развитию Интернета, разработке новых интернет-технологий и обеспечению доступности Всемирной сети в мировом масштабе. Официально ISOC является некоммерческой образовательной организацией. Она имеет офисы в Вирджинии (США) и Женеве (Швейцария). ISOC официально владеет правами на все документы RFC и прикладывает много усилий для практического внедрения Стандартов Интернета, описанных в RFC. Официально миссия ISOC звучит так:

Пропаганда открытого развития, эволюции использования Интернета на благо всех жителей Земли.
— Годовой обзор Internet Society за 2009 год (PDF). Internet Society (2009). Дата обращения: 16 июня 2014. Архивировано из оригинала 15 июня 2013 года.
Однако Общество Интернета занимается не только информационной и образовательной деятельностью. ISOC также финансирует и координирует общественные инициативы, связанные с Интернетом. Организация спонсирует множество мероприятий по всему миру (в основном, в развивающихся странах), направленных на популяризацию Интернета и освоение навыков работы в Сети широкими слоями населения. Общество Интернета также занимается подсчётом сетевой статистики и проведением маркетинговых исследований.
ISOC ежегодно проводит крупные конференции «International Networking» (INET), на которых собираются представители интернет-сообщества и обсуждают вопросы дальнейшего развития и стандартизации Глобальной сети.

## Краткая история
Общество Интернета было основано в 1992 году, чтобы обеспечить корпоративную структуру для организаций, занимающихся развитием Интернета, вроде IETF. Дело в том, что IETF и подобные ей организации были и остаются довольно неформальными с юридической точки зрения, но они нуждаются в финансовой поддержке и определённом правовом статусе. Для этих целей и было создано Общество Интернета.
В 2012 году Обществом Интернета учрежден Зал славы интернета.